# مردی که زنش را با کلاه اشتباه می‌گرفت
مردی که زنش را با کلاه اشتباه می‌گرفت و ماجراهای بالینی دیگر، اثر عصب‌شناسی به نام الیور ساکس است که در سال ۱۹۸۵ منتشر شد. کتاب شرحی از ماجرای برخی از بیماران ساکس است. ساکس عنوان کتاب را براساس یکی از بیمارانش به نام دکتر پ؛ که مبتلا به آگنوزیای دیداری، بیماری عصبی که تشخیص چهره‌ها و اشیای آشنا را غیرممکن می‌کند، انتخاب کرده‌است.
این کتاب شامل ۲۴ داستان و در ۴ بخش (از دست دادن‌ها، زیادی‌ها، جابجایی‌ها و دنیای ساده‌ها) است که هر یک به جنبه خاصی از عملکرد مغز مربوط است.